# Shadow Kingdom
Shadow Kingdom (с англ. — «Царство теней») — сороковой студийный альбом и второй альбом саундтреков американского музыканта Боба Дилана, выпущенный 2 июня 2023 года на лейбле Columbia Records.
Это первый за 3 года студийный альбом 82-летнего Дилана с новыми студийными записями после диска 2020 года Rough and Rowdy Ways. Песни были записаны в Village Recorder в Западном Лос-Анджелесе в начале 2021 года для сопровождения фильма Альмы Хар’эль Shadow Kingdom: The Early Songs of Bob Dylan, который был снят позже. Хотя музыканты не указаны в титрах, различные источники определили, что сессионные музыканты состоят из ветеранов, таких как T Bone Burnett и Don Was.
Это единственный альбом Дилана, в котором он играет с группой, в которой нет ни ударных, ни перкуссии.
Shadow Kingdom состоит из новых записей 13 песен из первой половины карьеры Дилана плюс новая инструментальная песня под названием «Sierra’s Theme». Альбому предшествовал сингл «Watching the River Flow», который был выпущен на стриминговых платформах и в виде видео на YouTube 13 апреля 2023 года. Исполнение песни «Forever Young» из фильма Хар’эль было выпущено в виде отдельного видео 2 июня 2023 года. Альбом получил всеобщее одобрение критиков.

## Обложка
Фотография на обложке альбома — это чёрно-белый стоп-кадр Боба Дилана, играющего на губной гармошке, взятый из фильма Shadow Kingdom: The Early Songs of Bob Dylan режиссера Альмы Хар’эль и оператора Лола Кроули. Графический дизайн принадлежит Джеффу Гансу.

## Отзывы
| Совокупная оценка    | Совокупная оценка |
| Источник             | Оценка            |
| -------------------- | ----------------- |
| Metacritic           | 84/100            |
| Оценки критиков      |                   |
| Источник             | Оценка            |
| AllMusic             | [ 13 ]            |
| American Songwriter  | [ 14 ]            |
| Clash Music          | [ 15 ]            |
| The Daily Telegraph  | [ 16 ]            |
| Exclaim!             | [ 17 ]            |
| Far Out              | [ 18 ]            |
| The Line of Best Fit | [ 19 ]            |
| Mojo                 | [ 20 ]            |
| Spill Magazine       | [ 21 ]            |
| Uncut                | [ 9 ]             |

Альбом получил положительные отзывы музыкальной критики и интернет-изданий. На сайте Metacritic, который присваивает нормализованный рейтинг из 100 баллов рецензиям профессиональных критиков, альбом получил средний балл 84 на основе 13 рецензий, что свидетельствует о «всеобщем признании».
В обзоре Rolling Stone Микеланджело Матос назвал Shadow Kingdom одним из рекомендуемых альбомов «Hear This» на июнь 2023 года, утверждая, что Дилан заставляет свои классические песни «казаться потрясающе новыми».
В рецензии Скотта Бауэра из Associated Press высоко оцениваются аранжировки, отмечается, что благодаря «большой дозе аккордеона и отсутствию ударных» песни «снова звучат свежо». Бауэр также заявил, что альбом «является хорошим ответом всем скептикам, которые с самого начала утверждали, что Дилан не умеет петь». Приглушённые аранжировки идеально подходят к выветрившемуся, несправедливо опороченному голосу Дилана".
Нил Маккормик из The Daily Telegraph дал альбому оценку пять из пяти звёзд и написал: «Это абсолютная радость, в которой великий старик песенного искусства перелистывает свои собственные старые страницы с неподдельным удовольствием, человек в свои 80 лет пересматривает слова своей зажигательной молодости и находит в них совершенно новые смыслы»
В журнале Uncut Ричард Уильямс оценил альбом в четыре звезды из пяти, утверждая, что его звучание, похоже, выросло из предыдущего альбома Дилана Rough and Rowdy Ways'. Уильямс назвал музыку «свободной, текучей инструментальной смесью» и описал, как «медленные взмахи аккордеона, акустических гитар и баса со смычком» подчёркивают «тщательно артикулированный вокал».
Джон Малви из Mojo также дал альбому четыре звезды из пяти, назвав его «чрезвычайно полезным дополнением к каталогу Дилана» и выделив исполнение песни «What Was It You Wanted» как «особенно впечатляющее» за его «серьёзность».
Тим Камминг, написавший в журнале The Arts Desk, отметил, что «лучшие исполнения песен — „Queen Jane Approximately“, „Just Like Tom Thumb’s Blues“ и „Tombstone Blues“ из The Arts Desk, пронзительная „Forever Young“ и убийственная версия „What Was it You Wanted“, которую я, возможно, никогда не услышу лучше — делают этот альбом обязательным для прослушивания, когда речь идёт о Бобах позднего периода, редкий взгляд назад в студийных условиях и с вершины его карьеры».
Пол Синклер, написав на сайте Super Deluex Edition, назвал его «записью, которой будут дорожить сторонники Дилана — последним из нескольких его релизов, которые являются обязательным приобретением».
Рецензируя альбом для Hot Press, Пэт Карти высоко оценил то, как «с монументальных достижений в написании песен сбрасывается налёт фамильярности и благоговения, и их можно услышать заново. Эта аранжировка „Just Like Tom Thumb’s Blues“ — и это только один пример — переносит песню вперёд (и назад) во времени от дикого, хипперского, как все, кто когда-либо был, расшатанного божества из Highway 61 Revisited к более спокойному, когда ты потерялся в дождливой обстановке в Хуаресе из саундтрека „Pat Garrett & Billy the Kid“».

### Итоговые списки
| Публикация    | Список                              | Ранг |
| ------------- | ----------------------------------- | ---- |
| Forbes        | 2023 Archival Music Releases So Far | N/A  |
| Rolling Stone | The Best Albums of 2023 So Far      | N/A  |

## Коммерческий успех
Shadow Kingdom дебютировал на 71 месте в Billboard 200, но стал седьмым самым продаваемым альбомом в США в течение первой недели после выхода на основе чистых продаж альбома Billboard Album Sales. Альбом попал в чарты по меньшей мере в 19 странах и достиг первой десятки в Австрии, Бельгии, Финляндии, Германии, Шотландии и Швейцарии.

## Список композиций
Слова и музыка всех песен — Bob Dylan.
| №                   | Название                                       | Длительность |
| ------------------- | ---------------------------------------------- | ------------ |
| 1.                  | «When I Paint My Masterpiece»                  | 4:25         |
| 2.                  | «Most Likely You Go Your Way and I'll Go Mine» | 3:32         |
| 3.                  | «Queen Jane Approximately»                     | 5:14         |
| 4.                  | «I'll Be Your Baby Tonight»                    | 3:04         |
| 5.                  | «Just Like Tom Thumb's Blues»                  | 4:26         |
| 6.                  | «Tombstone Blues»                              | 5:00         |
| 7.                  | «To Be Alone with You»                         | 3:10         |
| 8.                  | «What Was It You Wanted»                       | 5:03         |
| 9.                  | «Forever Young»                                | 3:15         |
| 10.                 | «Pledging My Time»                             | 3:50         |
| 11.                 | «The Wicked Messenger»                         | 2:56         |
| 12.                 | «Watching the River Flow»                      | 3:00         |
| 13.                 | «It's All Over Now, Baby Blue»                 | 2:49         |
| 14.                 | «Sierra's Theme»                               | 4:23         |
| Общая длительность: | Общая длительность:                            | 54:00        |

## Хит-парады
| Чарт (2023)                          | Высшая позиция |
| ------------------------------------ | -------------- |
| Австралия (ARIA)                     | 56             |
| Австрия (Ö3 Austria)                 | 4              |
| Бельгия/Фландрия (Ultratop)          | 10             |
| Бельгия/Валлония (Ultratop)          | 37             |
| Дания (Hitlisten)                    | 34             |
| Нидерланды (Album Top 100)           | 13             |
| Финляндия (Suomen virallinen lista)  | 10             |
| Франция (SNEP)                       | 82             |
| Германия (Offizielle Top 100)        | 10             |
| Ирландия (Irish Albums Chart)        | 21             |
| Италия (Classifica album)            | 70             |
| Япония (Oricon)                      | 18             |
| Япония (Combined Albums, Oricon)     | 38             |
| Япония (Hot Albums, Billboard Japan) | 21             |
| Япония (Rock Albums, Oricon)         | 3              |
| Новая Зеландия (RMNZ)                | 19             |
| Норвегия (VG-lista)                  | 40             |
| Португалия (AFP)                     | 24             |
| Шотландия (Scottish Albums Chart)    | 3              |
| Испания (PROMUSICAE)                 | 27             |
| Швеция (Sverigetopplistan)           | 22             |
| Швейцария (Schweizer Hitparade)      | 3              |
| Великобритания (UK Albums Chart)     | 14             |
| США (Billboard 200)                  | 71             |